# Сейм (річка)

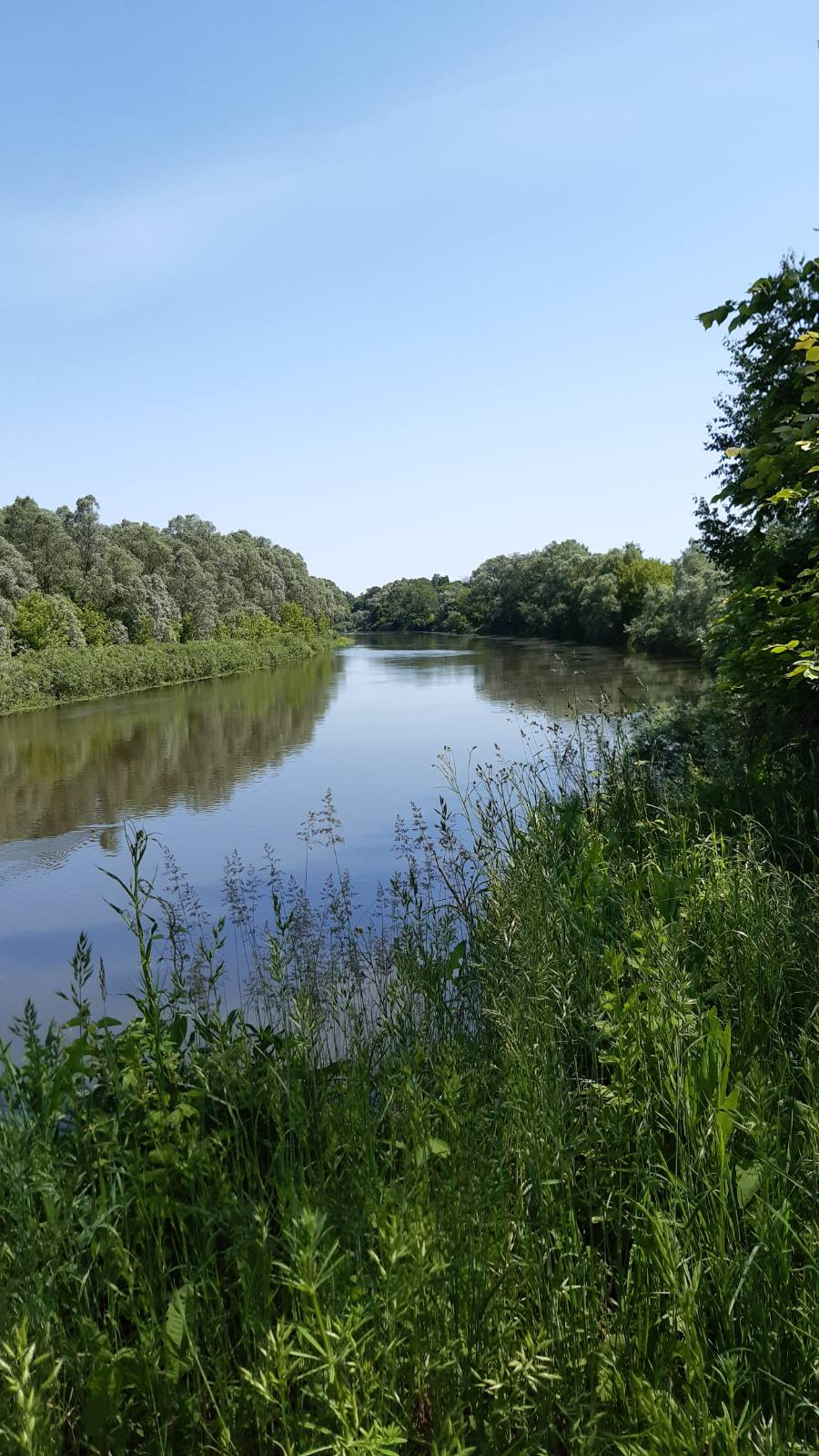
Сейм біля с. Обмачів

Сейм — річка в Росії (в межах Бєлгородської і Курської областей) та в Україні, в межах Сумської області (Сумський та Конотопський райони) та Чернігівської області (Корюківський і Ніжинський райони). Ліва і найбільша притока Десни (басейн Чорного моря).

## Опис
Довжина Сейму становить 714 км (у межах України — бл. 250 км), площа басейну — 27 500 км². Долина асиметрична, завширшки до 4 км, місцями 9—12 км. Переважна ширина русла 80—100 м, завглибшки пересічно 4—5 м. Русло звивисте, розгалужене, супроводиться численними старицями і заплавними озерами. Правий берег високий (до 40 м), стрімкий, розчленований балками і ярами, лівий — пологий (заввишки 5—10 м). Заплава переважно лівостороння, завширшки понад 2 км. Похил річки 0,18 м/км.
Течія повільна 0,3-0,4 м/с, на перекатах — до 0,7 м/с. Висота витоку 178 м над рівнем моря, гирла — 112 м над рівнем моря. Падіння річки становить 66 м, уклон річки — 0,095 м/км. Середня витрата води поблизу Рильська в межень — 32 м³/с., середня річна витрата води поблизу с. Мутин Кролевецького району Сумської області (105 км від гирла) — 99,6 м³/сек. Живлення переважно снігове, 35-40 % стоку формується підземними водами. До 70-80 % річного стоку весняний. Мінералізація води — менш як 200 мг/л весною та 300—500 мг/л влітку.
Замерзає в кінці листопада — в грудні, скресає в кінці березня — на початку квітня. У пониззі течії річка — судноплавна.
Весняний паводок продовжується близько 70 днів.

## Розташування
Бере початок на північно-західній стороні від залізничної станції Строкино. Протікає через Середньоруську височину і Придніпровську низовину. Російсько-український кордон перетинає на схід від села Бояро-Лежачі. Тече переважно на захід (місцями змінюючи напрямок на південний або північний). У пригирловій частині тече переважно на північний захід. Впадає до Десни на схід від села Мале Устя, що на південний схід від смт Сосниці.

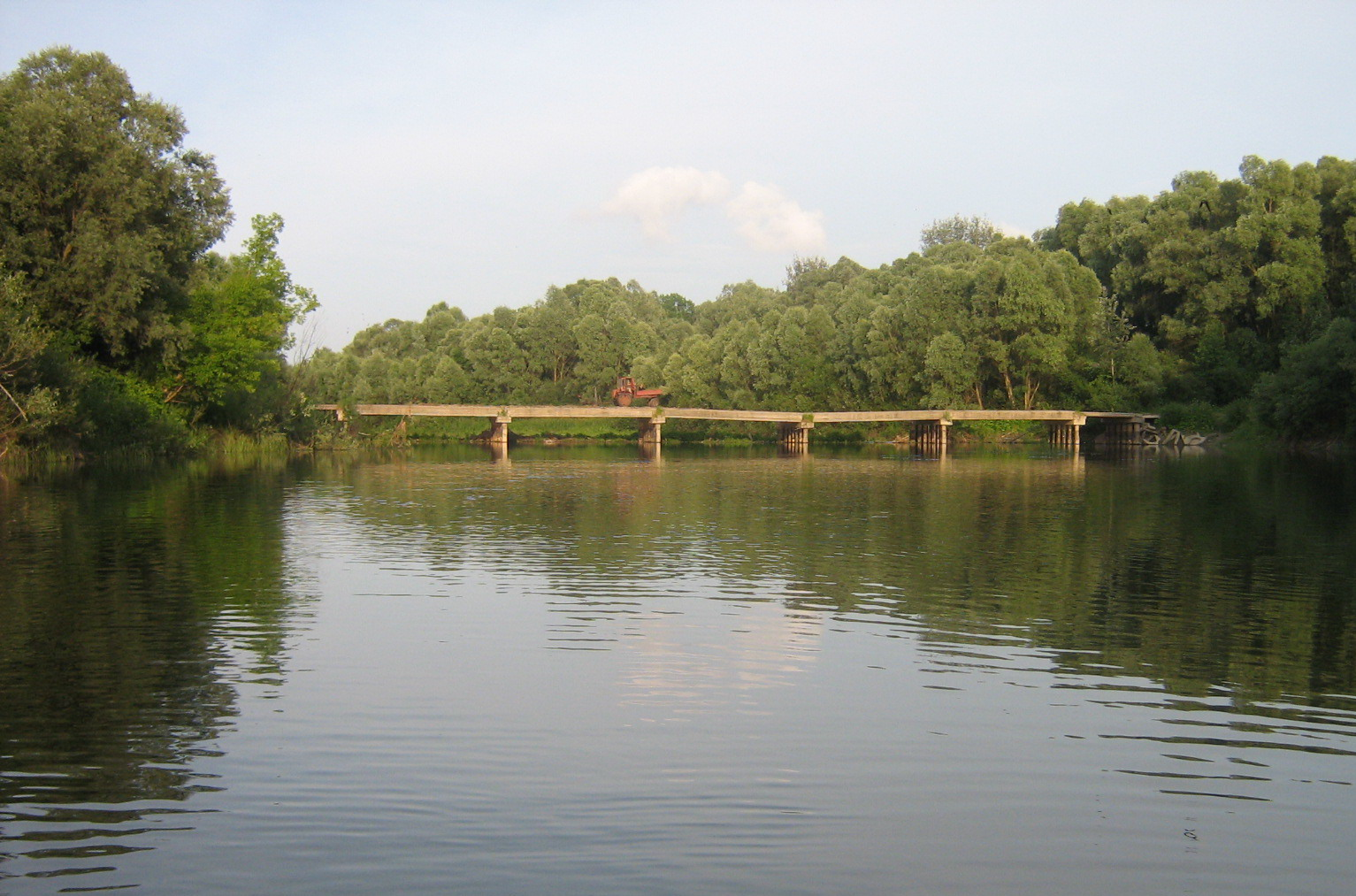
Міст через річку в районі села Хижки

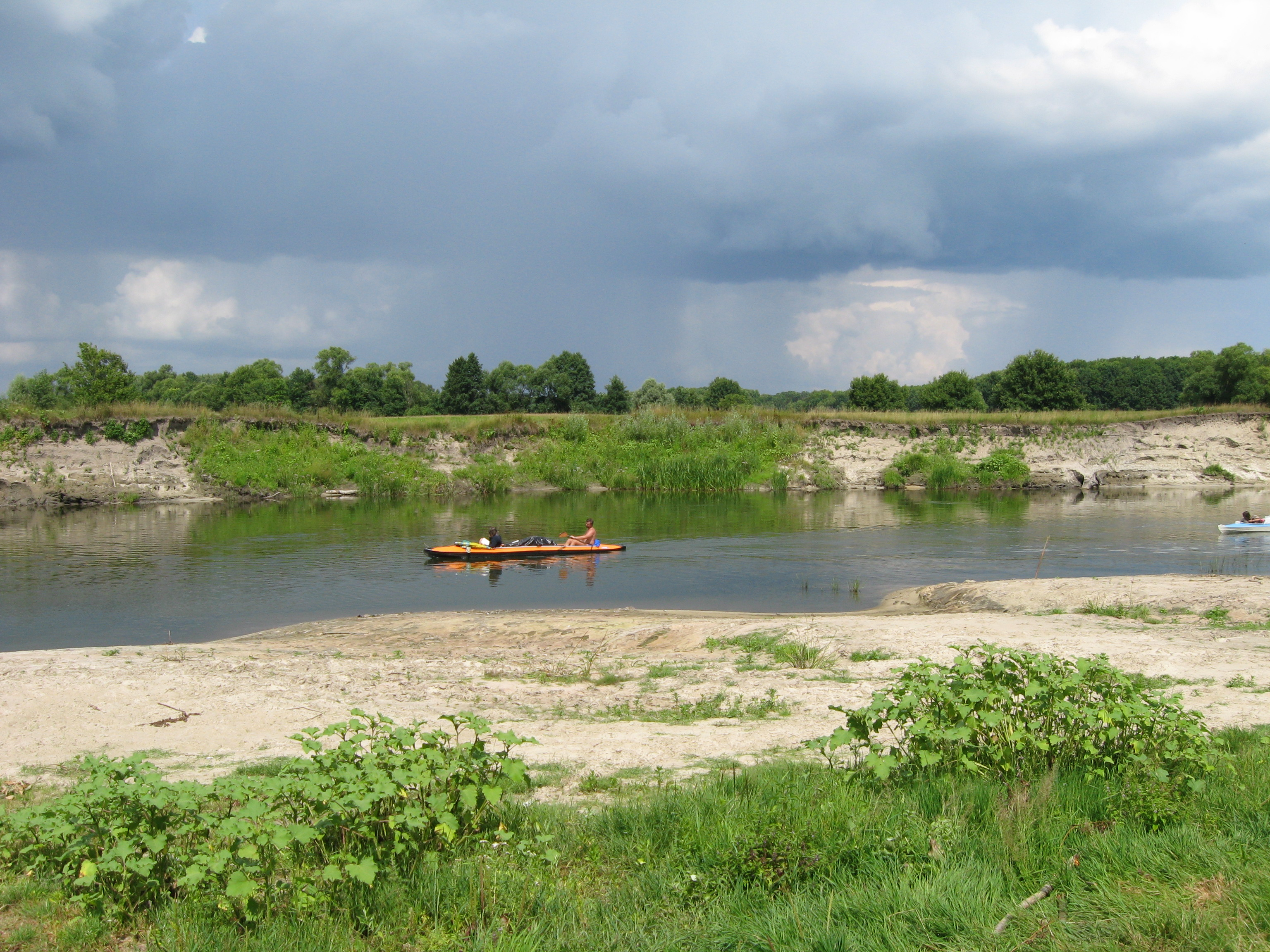
Сейм біля села Долинського, Сосницький р-н, Чернігівська обл.

### Прибережні міста
На річці розташовані міста:
- Росія  — Обоянь, Льгов, Рильськ.
- Україна  — Путивль, Батурин.

### Притоки
- Сім Колкуданська, Плоска, Донецька Сеймиця, Ржава, Івиця, Усть-Плоське, Повна, Млодать, Реут, Бик, Ізбиця, Щемля (Осога), Снагість, Вир, Вижлиця, Чаша, Стара, Єзуч, Куколка, Митча, Криниця (ліві);
- Пузатий Сейм, Кривець, Ліщинка, Хан, Кременець, Рать, Тускар, Моква, Велика Куриця, Рогізна, Ломня, Деміна, Прутище, Свапа, Амонька, Рило, Горн, Буривня, Клевень, Мутинка, Божок, Мелень, Степурівка, Валки (праві).

## Фауна

Сейм поблизу села Вербівки. Фото 2010 року

### Іхтіофауна
Флора і фауна річки досить різноманітна. У річці живе багато видів риб: підуст, головень, в'язь, жерех (білизна), лящ, щука, сом, короп, плітка, окунь, пічкур, краснопірка, верховодка звичайна, карась та ін. У затоках річки та в самій річці живуть раки.

### Птахи
На високих берегах річки часто трапляються нірки берегових ластівок. Вони живуть переважно великими колоніями. У деяких місцях на обривистому березі можна нарахувати до тисячі і більше нірок. На заплавних луках біля річки, в озерцях живуть сірі та білі чаплі, також сюди на харчування прилітає багато лелек, які гніздяться звичайно в навколишніх селах. Інколи на річці можна бачити диких качок та гусей.

### Ссавці
У річці живе річковий бобер, про це свідчать характерно повалені дерева (зріз має форму конуса), які можна бачити на березі. Проте основним місцем, де він будує свої дамби, є невеликі притоки Сейму.

## Гідроекологія річки Сейм
14 серпня 2024 року на відстані 8,2 км від кордону з РФ по руслу річки поблизу населеного пункту Манухівка вперше зафіксовано масовий мор риби вниз по течії річки від кордону. Конотопським районним відділом поліції Головного управління Національної поліції в Сумській області відкрите кримінальне провадження. Дослідження показали, що у всіх досліджуваних створах кисень практично відсутній і становить менше одиниці, при нормі 6. У деяких місцях несистемне перевищення вмісту пестицидів у пробах води коливається від 1,5 до 7 разів. Перевищення гранично-допустимої концентрації марганцю від 3 до 23 разів. Високий рівень марганцю у воді є характерним наслідком гниття та розкладу мертвої риби. Збудників інфекційних хвороб не виявлено. Припускалося, що Російська Федерація могла навмисне зробити скиди, щоби спричинити екологічне лихо.
10 вересня 2024 року, під час пресконференції, прем'єр-міністр України Денис Шмигаль заявив, що причиною забруднення річки Сейм і замору риби став російський цукровий завод у смт Тьоткіно Курської області, який скинув у воду нечистоти. Згідно даних української сторони, протягом 7-9 діб завод скинув у річку близько 5,7 тисячі тонн продуктів переробки цукру.
До 15 вересня 2024 року отруєна вода дісталась Київської області, за 336 км вниз за течією від міста впадіння Сейму в річку Десна.

## У культурі
Річка згадується в повісті українського письменника Олександра Довженка «Зачарована Десна», де оспівується краса прибережної природи.